# Vulkankatastrophe
Unter einer Vulkankatastrophe versteht man einen sehr starken Vulkanausbruch, i. A. VEI 4-5 und stärker, der bedeutenden Einfluss auf das Weltklima bzw. das Leben der in der Umgebung des Vulkans befindlichen Menschen hat.

## Bekannte Beispiele in umgekehrter chronologischer Abfolge

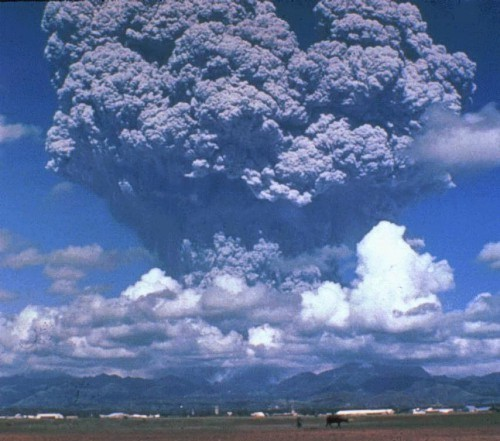
Eruptionssäule des Pinatubo 1991

### Eyjafjallajökull 2010
Bei dem Ausbruch des Eyjafjallajökull im April 2010 handelte es sich eigentlich nicht um einen sehr bedeutenden Ausbruch von der Menge des ausgeworfenen Materials her, sehr wohl jedoch hinsichtlich des Einflusses auf die Wirtschaft in Europa. Am 15. April stieß der isländische Gletschervulkan eine Aschewolke von 11 km Höhe über den Himmel von Europa aus und sorgte für etwa eine Woche für eine bis dahin beispiellose Beeinträchtigung des Luftverkehrs. Eurocontrol gab an, dass am 15. April ein Viertel der täglich rund 28.000 Flugverbindungen ausgefallen ist. Menschen kamen bei diesem Naturereignis nicht zu Schaden.

### Soufrière 1997
Am 25. Juni 1997 zerstörten auf der Karibikinsel Montserrat Glutlawinen des Vulkans Soufrière mehrere Ortschaften, 17 Menschen starben und 20 wurden vermisst. In den folgenden Wochen wurden die Hauptstadt Plymouth und der Flughafen durch Glut- und Schlammlawinen zerstört. Zwei Drittel der Insel wurden unbewohnbar.

### Pinatubo 1991
Pinatubo, 1991, Philippinen, heftigster Ausbruch im 20. Jahrhundert, 1000 Tote; Wissenschaftler hatten die Anzeichen eines bevorstehenden Ausbruchs richtig gedeutet, und über 10.000 Menschen konnten rechtzeitig evakuiert werden.

### Nevado del Ruiz 1985
Am 13. November 1985 tötete eine Schlammlawine in Zusammenhang mit einem Ausbruch des kolumbianischen  Vulkans Nevado del Ruiz mehr als 25.000 Einwohner der 70 km entfernt liegenden Stadt Armero. Ähnliche Ausbrüche hatten sich 1845 und 1595 ereignet.

### El Chichón 1982
Der einzige aufgezeichnete Ausbruch des Vulkans El Chichón in Mexiko ereignete sich 1982. Dabei kamen ca. 2000 Menschen bei einer plinianischen Eruption ums Leben. Eine Aerosolwolke entstand, die die Temperatur der Atmosphäre um mindestens 0,2 °C sinken ließ.

### Mount St. Helens 1980
Im März 1980 begann am Mount St. Helens in den USA eine Ausbruchsserie nach einer Pause von 123 Jahren. Es gab immer wieder Erdbeben und kleinere Dampferuptionen, im Laufe der Monate baute aufsteigendes Magma an der Nordflanke einen Lavadom auf. Am 18. Mai um 8:32 Uhr bewirkte ein starkes, vom Magmadruck hervorgerufenes Erdbeben einen Flankenabrutsch an der Nordseite und gleichzeitig wurde das angestaute Magma freigesetzt. Die Nordflanke und 400 Meter des Gipfels wurden weggesprengt. In einer Umgebung von 400 Quadratkilometern wurde praktisch die gesamte Flora und Fauna zerstört. Man schätzt, dass der Vulkan eine Energie von etwa 24 Megatonnen (TNT-Äquivalent) – d. h. das 1.600-Fache der Hiroshima-Atombombe – freisetzte. 57 Menschen starben bei dem Ausbruch.

### Nyiragongo 1977
Der als ungefährlich geltende Nyiragongo (in der Demokratischen Republik Kongo) brach nach mehreren Jahrzehnten der Ruhe überraschend aus und tötete durch Lahars und extrem schnellfließende Lavaströme zahlreiche Menschen. Bei erneuten Ausbrüchen im Jahre 2002 zerstörte der Vulkan einige Dörfer sowie Teile der Stadt Goma und forderte 147 Menschenleben.

### Eldfell 1973
Eldfell, 1973, 23. Februar – Auf der isländischen Insel Heimaey entstand überraschend ab dem 23. Februar in monatelangen Eruptionen ein neuer Vulkan, der Eldfell genannt wurde. Die etwa 4000 Einwohner der gleichnamigen Stadt konnten sich retten, doch die Stadt selbst, die nur bis zu ca. 400 m von der Ausbruchsstelle entfernt war, wurde zu beträchtlichen Teilen zerstört.

### Agung 1963
Beim Ausbruch des Agung auf der indonesischen Insel Bali starben im Jahre 1963 1148 Menschen und 624 wurden verletzt. Zudem wurden 540 km² landwirtschaftlich genutzte Fläche, 185 km² Wald sowie viele Dörfer zerstört.

### Kelud 1919
Bei einem Ausbruch des Kelud auf Java im Jahre 1919 entleerte sich ein Kratersee. In den Lahars starben 5110 Menschen.

### Mont Pelé 1902
Am 8. Mai 1902 brach der Mont Pelé auf der Karibikinsel Martinique aus. Aufgrund der bei diesem Ausbruch produzierten Glutwolken waren 28.000 Tote zu beklagen und die Stadt Saint-Pierre wurde zerstört.

### Krakatau 1883
Bei dem Ausbruch am 26. und 27. August 1883 wurden zwei Drittel der Vulkaninsel Krakatau weggesprengt. Offiziell gab es 36.417 Todesfälle, hauptsächlich infolge der bis zu 40 m hohen Flutwellen. Es war einer der folgenreichsten Vulkanausbrüche in der Geschichte, und die atmosphärischen Schockwellen der Explosion wurden weltweit registriert. Die Aschewolken lösten einen vulkanischen Winter aus, die Temperatur auf der Erdoberfläche sank in den nächsten zwei Jahren spürbar.

### Fonualei 1846
Der Ausbruch des Fonualei im Norden des pazifischen Inselstaates Tonga 1846 führte zu Klimaveränderungen mit kaltem Sommer in ganz Mitteleuropa. Im Westerwald fiel im August Schnee. Die Folgen der Hungersnot im nächsten Winter waren der Auslöser der ersten Hilfstätigkeiten von Friedrich Wilhelm Raiffeisen für Bedürftige.

### Tambora 1815
Der Ausbruch des Tambora auf Sumbawa (Indonesien) am 10. April – 15. April 1815 hatte 12.000 Todesfälle zur Folge, weitere 50.000 bis 80.000 starben durch die folgenden Erdbeben und Flutwellen sowie den Ascheregen auf Lombok. Er gilt als größter Vulkanausbruch der letzten 10.000 Jahre. Der Ausbruch hatte eine Stärke von sieben auf dem Vulkanexplosivitätsindex (VEI). Durch den Eintrag großer Aschemengen in die Atmosphäre wurde die Sonneneinstrahlung so geschwächt, dass das Jahr 1816 als Jahr ohne Sommer in Nordamerika und Teilen Europas in die Geschichte einging.

### 1809er Eruption
Anhand von Maxima im Sulfatgehalt von Eisbohrkernen wurde für das Jahr 1809 der Ausbruch eines unbekannten, in tropischen Breiten verorteten Vulkans postuliert, der mindestens VEI 6 erreicht haben muss. Dieser soll für das kühle Klima in den frühen 1810er Jahren, noch vor dem bestens dokumentierten Ausbruch des Tambora (siehe oben), verantwortlich zeichnen. Überlieferungen zeitgenössischer südamerikanischer Wissenschaftler legen nahe, dass dieser Ausbruch tatsächlich bereits am Ende des Jahres 1808 stattfand.

### Laki 1783–84
Die 25 km lange Vulkanspalte der Lakikrater (insgesamt mehr als hundert Krater) auf Island bildete sich im Juni 1783 – März 1784: eine der größten Eruptionen in geschichtlicher Zeit. Den Kratern entfloss eine Lavamenge von mind. 12 km³, die sich auf eine Fläche von 565 km² verteilte. Die Asche (Fluor-Niederschlag) vergiftete die Weiden auf der ganzen Insel; die Schwefel-Aerosole schirmten die Erde gegen das Sonnenlicht ab, sorgten für einen vulkanischen Winter und erzeugten damit Missernten in ganz Europa. In den nächsten drei Jahren starb mehr als 1/5 der Inselbevölkerung an Hunger und Krankheiten.

### Ätna 1669
Im Jahre 1669 produzierte der Ätna einen seiner schwerwiegendsten Ausbrüche. Dabei wurde die Stadt Catania zerstört und etwa 20.000 Menschen starben.

### Parker 1641
Im Januar 1641 eruptierte der Parker auf der Insel Mindanao, Philippinen, so große Mengen, dass die Insel wochenlang in Dunkelheit gehüllt wurde. Ablagerungen des entsprechenden Ascheregens konnten noch auf der fast 600 km entfernten Insel Panay nachgewiesen werden.

### Vesuv 1631
Der Ausbruch des Vesuv am 16. Dezember 1631 hatte etwa 4000 Todesfälle zur Folge. Rund 80 Ortschaften wurden beschädigt.

### Kuwae 1452 oder 1453
Der Ausbruch des Kuwae, der zu Vanuatu im Südpazifik gehört, in den Jahren 1452 oder 1453 hatte weltweite Auswirkungen auf das Klima.

### Eldgjá 934 oder 939
Es handelt sich um eine fast 75 km lange Vulkanspalte in Island, die zum Vulkansystem der Katla gehört. Der zentrale Teil dieses Spaltensystems ist eine 8 km lange und 150 m tiefe Schlucht, die später Eldgjá genannt wurde. Die Vulkanspalte eruptierte vermutlich in den Jahren 934–40, nach neueren Arbeiten 939–949, und erzeugte eines der größten bekannten Lavafelder der Welt (mit einer Lavamenge von zirka 18,1 km³). Die Eruptionsserie hatte auch explosive Phasen und pumpte insgesamt 219 Mill. Tonnen an Schwefeldioxid in die Atmosphäre. Der Pinatubo war 1991 im Vergleich dazu mit seinen 10 Mill. Tonnen nur ein kleineres Ereignis. Andererseits zog sich die Eruption der Eldgjá über Jahre hin, so dass sich die Emissionswirkung verteilen konnte.

### Vesuv 79 n. Chr.
Einer der berühmtesten Vulkanausbrüche der Welt ist zweifelsohne der des Vesuv am 24. August des Jahres 79 n. Chr. Es handelte sich um den namengebenden Plinianischen Ausbruch, der Stufe VEI5 auf dem Vulkanexplosivitätsindex erreichte.
Er endete mit der Zerstörung der Städte Pompeji, Stabiae u. Herculaneum, vor allem durch Glutwolken und Pyroklastische Ströme. Dabei waren Tausende von Toten zu beklagen. Einer davon war Plinius der Ältere, der Onkel des überlebenden Berichterstatters Plinius des Jüngeren.

### Santorin 1628 v. Chr. (?)
Eine sehr bedeutende Vulkaneruption ereignete sich vermutlich im Jahre 1628 v. Chr. auf der Insel Santorin, die zu Griechenland gehört. Die Zahl der damaligen Todesopfer ist unbekannt, die Bewohner der Stadt Akrotiri konnten möglicherweise rechtzeitig die Insel verlassen. Man nimmt jedoch mittelbar (Ascheregen, evtl. Flutwelle) starke Auswirkungen auf weite Teile des Ägäisraums an. Die langfristigen Folgen der Eruption könnten ein Grund für den Untergang der Kultur der Minoer gewesen sein.

### Laacher See ca. 10.930 v. Chr.
Etwa im Jahr 10.930 v. Chr. wurden während drei Tagen ca. 16 km³ vulkanischer Asche und Bims bei einer Eruption in der Vulkaneifel ausgeschleudert, wobei die Caldera des Laacher Sees entstand. Die feineren Ablagerungen der Explosion sind noch bis nach Schweden als schmaler Bimshorizont (bekannt als Laacher-See-Tephra, LST) zu finden, in 20 km Entfernung als 2 m mächtige Ablagerung.

### Taupo ca. 24.500 v. Chr.
Der Oruanui-Ausbruch in der Taupō Volcanic Zone auf der Nordinsel Neuseelands gilt als letzte Supereruption (vor 26.500 Jahren). Das ausgeworfene Material hatte einen Umfang von 1.170 km³.

### Phlegräische Felder etwa 37.280 v. Chr.
Bei dieser supermassiven Eruption wurden ca. 80 bis 150 km³ Tephra ausgestoßen, was einem Vulkanexplosivitätsindex von 7 entspricht. Siehe auch Phlegräische Felder. 

### Toba ca. 74.000 v. Chr.
Bei der Eruption des Toba auf Sumatra, etwa 74.000 v. Chr., wurden 2.800 Kubikkilometer Material in die Luft geschleudert. Die Erdtemperatur wurde im vulkanischen Winter um 5 Grad gesenkt. Einer Theorie von Stanley Ambrose der Univ. of Illinois zufolge starb der Homo sapiens fast aus (siehe Toba-Katastrophentheorie).

### Yellowstone Vulkan 630.000 v. Chr.
Am Yellowstone (Vulkan) ereigneten sich große Ausbrüche im heutigen Nationalpark beziehungsweise seinem unmittelbaren Umfeld vor 2,1 Millionen (Huckleberry-Ridge-Ausbruch), 1,3 Millionen (Mesa-Falls-Ausbruch) und 0,64 Millionen Jahren (Lava-Creek-Ausbruch). Die erstere zählt zu den größten überhaupt bisher bekannten Eruptionen auf der Erde mit einem Auswurf an 2.450 km³ an Materialien.

### La Garita Caldera vor 27,8 Mill. Jahren
Beim Ausbruch der La-Garita-Caldera (VEI-8) in Colorado vor rund 27,8 Millionen Jahren, handelt es sich um einen der bedeutendsten bekannten Vulkanausbrüche. Der Vulkan warf 5.000 Kubikkilometer Tephra aus, die heute die Fish-Canyon-Tuffe bilden.

## Vorhersagemethoden
Inzwischen hat die Wissenschaft zahlreiche Methoden gefunden, um die Vorhersage von Vulkanausbrüchen genauer zu gestalten.
Neben der Messung von Erdbeben, die auch die sehr niedrigfrequenten, d. h. den sog. vulkanischen Tremor erfasst, setzt man die Geodäsie ein, Messungen, die ein Aufblähen des Vulkans feststellen. Zu diesem Zwecke verwendet man inzwischen auch GPS-Systeme und Satellitenbeobachtung.
Satelliten dienen aber auch der Beobachtung und zur Frühwarnung bzgl. Anzeichen von Ausbrüchen sehr abgelegener Vulkane wie etwa auf den Aleuten oder der Halbinsel Kamtschatka.
Zudem beobachten Geologen die Anzahl und das Verhalten von heißen Quellen, die zum Vulkan gehören. Wenn sich deren Anzahl und Größe erhöhen, kann dies ein Anzeichen eines bevorstehenden Ausbruchs sein.
Schließlich werden die chemischen Zusammensetzungen von Ausgasungen, aber auch die aller Gewässer rund um den betreffenden Vulkan auf das Auftreten und die enthaltene Menge bestimmter Gase wie Kohlendioxid, Fluor und Schwefeldioxid überwacht. Auch die elektrische Leitfähigkeit von Gewässern wird überprüft, da erhöhte Leitfähigkeit auf gestiegene vulkanische Aktivität im Gebiet hinweisen kann.
Die Auswertung und Zusammenschau derartiger Daten vermittelt ein immer genaueres Bild vom gegenwärtigen Zustand eines Vulkans.
Von besonderer Wichtigkeit zur Verhütung von Vulkankatastrophen sind allerdings die Aufklärung der Bevölkerung und eine gute Kooperation zwischen den Wissenschaftlern und den örtlichen Behörden.